# Nicola Ardoino
Nicola Ardoino (Diano Marina, 14 ottobre 1804 – Diano Marina, 4 marzo 1895) è stato un patriota italiano, di antica e nobile famiglia ligure.

## Biografia

### Esordi
Nel 1833 da ufficiale della Brigata Pinerolo, fu condannato a morte in contumacia dal governo di Carlo Alberto per la sua partecipazione all'insurrezione mazziniana.

### L'adesione al movimento mazziniano
Il 3 febbraio 1833 ebbe un ruolo nell'invasione della Savoia organizzata da Mazzini ed affidata a Ramorino.
Nel 1850 fu tra i fondatori, a Genova, della Società di Tiro Nazionale.
Accenna a lui Cavour in una lettera al La Farina del 1º-2 marzo 1859.

### I Cacciatori delle Alpi
Con Medici e Cosenz, nel 1859, comandò uno dei tre reggimenti che costituivano la brigata dei Cacciatori delle Alpi.

Ebbe un ruolo rilevante alla battaglia di Varese.
Nel corso della campagna deve essersi verificato un distacco tra lui ed il generale: il 12 settembre 1859, da Iseo, scriveva a Bixio riferendo l'opinione corrente che Garibaldi avesse dato le dimissioni dai Cacciatori delle Alpi per passare al comando dei volontari che avevano liberato la Romagna. Evidentemente non ne era informato.

Il 23 novembre 1859, sempre da Iseo, scriveva a Bixio, lamentando la non giusta disistima da parte di Garibaldi.